# آسا (کنتاکی)
آسا (به انگلیسی: Asa) یک منطقهٔ مسکونی در ایالات متحده آمریکا است که در شهرستان جانسون، کنتاکی واقع شده‌است. آسا ۲۳۵٫۳۱ متر بالاتر از سطح دریا واقع شده‌است.